# Доази
Доази (фр. Doazit) насеље је и општина у југозападној Француској у региону Аквитанија, у департману Ланд која припада префектури Дакс.
По подацима из 2011. године у општини је живело 914 становника, а густина насељености је износила 41,25 становника/km². Општина се простире на површини од 22,16 km². Налази се на средњој надморској висини од 112 метара (максималној 127 m, а минималној 57 m).

## Демографија
| 1962. | 1968. | 1975. | 1982. | 1990. | 1999. | 2011. |
| ----- | ----- | ----- | ----- | ----- | ----- | ----- |
| 995   | 1.032 | 901   | 865   | 858   | 884   | 914   |

График промене броја становника у току последњих година